# باشگاه فوتبال متالورگ دونتسک
باشگاه فوتبال متالورگ دونتسک (به اوکراینی: Футбо́льний клуб «Металу́рг» Доне́цьк) یک باشگاه فوتبال اوکراینی بود که در سال ۱۹۹۶ در شهر دونتسک پایه‌گذاری شده بود و در سال ۲۰۱۵ به دلیل ورشکستگی انحلال یافت.

## افتخارات
- لیگ دسته اول فوتبال اوکراین
  - قهرمان (۱): ۹۷–۱۹۹۶
- جام حذفی فوتبال اوکراین

نایب قهرمان (۲): ۱۰–۲۰۰۹، ۱۲–۲۰۱۱
- سوپر جام فوتبال اوکراین

نایب قهرمان (۱): ۱۲–۲۰۱۱